# Michael Færden
Michael Johan Færden, född den 24 december 1836 i Norderhovs kommun på Ringerike, död där den 17 juni 1912, var en norsk präst och författare. Han var kusin till Anders Færdens far.
Færden blev student 1855, cand. theol. 1861 och var såväl tidigare som senare en aktad lärare vid Nissens Latinskole i Kristiania. År 1867 blev han prästvigd och var från 1890 sognepræst och prost i Norderhov. En kort tid redigerade han "Folkevennen", 1876—1880 veckobladet "Hjemmet", tillägg til "Fædrelandet", och från 1881 till dess upphörande 1893 var han en av redaktörerna för den högkyrkliga "Luthersk Ugeskrift". Av hans artikelserier i denna tidskrift, däribland åtskilliga recensioner av den samtida norska diktningen, utgavs de båda skrifterna Pressen og Vantroen (1881) och Kvindespørgsmaalet (1881) i särtryck.
Förutom genom olika småskrifter (bland annat de två biografierna över Hanna Winsnes 1873 och Peter L. Hærem 1878) gjorde han sig känd också utanför Norge genom sitt framträdande deltagande i den politiska och kyrkliga pressens diskussion, särskilt om sociala och litterära frågor, ständigt från en mycket konservativ ståndpunkt. I flera skrifter gav han populära framställningar av den gammaltestamentliga bibelkritiken: Det gamle Testamente i Lyset af den nyere Bibelforskning (1902); Kampen om det gamle Testament (1903); Aandsbrytningerne inden for Israel, I (1908); Aandsbrydninger inden for urkristendommen (1912).